# کرستین اشتیگمان

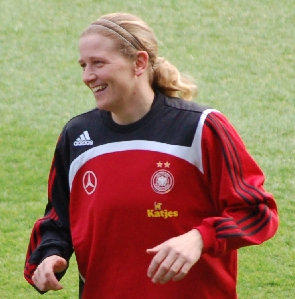
Kerstin Stegemann (2008)

کرستین اشتیگمان (به آلمانی Kerstin Stegemann :، زادهٔ ۲۹ سپتامبر ۱۹۷۷) بازیکن فوتبال اهل کشور آلمان است. وی فوتبال خود را از ۱۵ سالگی و در سال ۱۹۹۳ آغاز کرد. او اولین بازی ملی خود را برای آلمان در ۱۳ آوریل ۱۹۹۵ و در مقابل لهستان انجام داد. اشتیگمان همراه با تیم آلمان در جام جهانی فوتبال زنان ۲۰۰۳ موفق به کسب عنوان قهرمانی این رقابتها شد. وی با انجام بیش از ۱۰۵ باری برای تیم ملی آلمان در کنار بیرگیت پرینتس و بتینا ویگمن یکی از سه زن رکورددار دارای بیشترین تعداد بازی ملی است که این رکورد را در ۲۳ نوامبر ۲۰۰۶ با به ثمر رساندن گل در مقابل ژاپن بدست آورد. وی همچنین رکورد ۶۱ بازی بین‌المللی پی در پی همراه با تیم را نیز دارا می‌باشد.
اشتیگمان در سال ۲۰۱۰ با داشتن ۱۹۱ بازی ملی و ۸ گل زده از فوتبال اعلام بازنشستگی کرد.